# Рива Верде (Мачерата)
Рива Верде (итал. Riva Verde) насеље је у Италији у округу Мачерата, региону Марке.
Према процени из 2011. у насељу је живело 102 становника. Насеље се налази на надморској висини од 4 м.